# Mushin (Nigeria)
Mushin è una delle aree a governo locale (local government areas) in cui è suddiviso lo stato di Lagos, nella Repubblica Federale della Nigeria.
Conta una popolazione di 633.009 abitanti.